# Torhøj

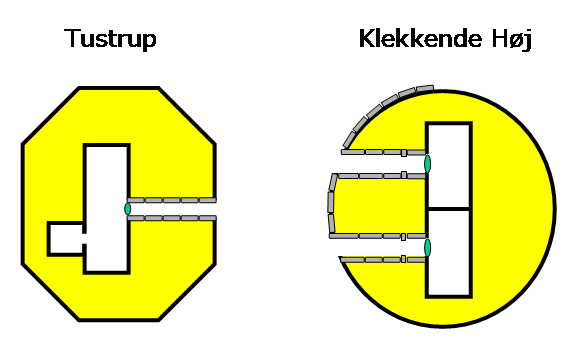
Der Grundriss des Torhøj ist ähnlich wie der von Tustrup

Der Torhøj (auch Knuthenlund oder Thorhøj – nach dem nordischen Gott) in der Knuthenlunds Mark, nordwestlich von Stokkemarke auf der dänischen Insel Lolland, ist ein ovaler Rundhügel mit einem mittig gelegenen kleinen Ganggrab (dänisch Jættestue) mit einer der seltenen Nebenkammern. Nur 30 derartige Anlagen (von 500 erhaltenen) findet man rund um den Limfjord, und in Djursland, 3 auf Seeland (Hørhøj) und 2 auf Lolland. Der Torhøj stammt aus dem Neolithikum und ist eine Anlage der Trichterbecherkultur (TBK – 3500–2800 v. Chr.) Das Ganggrab ist eine Bauform jungsteinzeitlicher Megalithanlagen, die aus einer Kammer und einem baulich abgesetzten, lateralen Gang besteht. Diese Form ist primär in Dänemark, Deutschland und Skandinavien, sowie vereinzelt in Frankreich und den Niederlanden zu finden.

## Beschreibung
Der etwa 1,5 m hohe ovale Erdhügel hat 14–20 m Durchmesser. Einige Randsteine sind erhalten. Die Nordost-Südwest-orientierte Kammer ist oval. Sie ist 3,2 m lang und 1,9 m breit. 10 Trag- und zwei Decksteine sind erhalten. In der Mitte der nordwestlichen Langseite liegt eine etwa 2,6 m lange und 1,9 m breite Nebenkammer (dänisch bikammer). Der Gang besteht aus fünf erhaltenen Trag- und zwei Decksteinen.